# Viktor Lukas
Viktor Lukas (* 4. August 1931 in Rothenburg ob der Tauber) ist ein deutscher Organist, Dirigent und Hochschullehrer.

## Leben
Lukas studierte bei Karl Richter und  Friedrich Högner sowie bei Marcel Dupré in Paris. Dirigieren lernte er bei Fritz Lehmann in München.
Lukas wurde 1960 Kirchenmusiker an der Stadtkirche Heilig Dreifaltigkeit in Bayreuth. Er lehrte  ab 1975 als Professor an der Musikhochschule Köln. Auf sein Engagement geht die Orgel der Kölner Philharmonie zurück.
Als Dirigent ist er mit dem Ensemble „Lukas-Consort“ bekannt geworden. Zum Repertoire dieses Ensembles zählen insbesondere die Musik des Barock und der Klassik. Lukas’ besonderes Engagement gilt hierbei den Raritäten dieser Epochen, zum Beispiel Johann Adolf Hasse, Wilhelmine von Bayreuth, Antonio Salieri. Zahlreiche CD-Aufnahmen dokumentieren dieses Repertoire.
Viktor Lukas gründete 1961 die Konzertreihe „Musica Bayreuth“ („Orgelwoche Bayreuth“), die alljährlich im Mai insbesondere im Markgräflichen Opernhaus stattfindet und war deren künstlerischer Leiter bis 2011. Dort war er auch für die Weihnachts- und Silvesterkonzerte im Markgräflichen Opernhaus verantwortlich. Am 5. Mai 2019 trat er noch als hochbetagter Organist in Bayreuth konzertierend an der Orgel an die Öffentlichkeit.

## Tondokumente
- Mozart-Cembalo-Konzerte im Markgräflichen Opernhaus Bayreuth. Concerto Bayreuth.
- Weihnachtskonzert im Markgräflichen Opernhaus Bayreuth. Concerto Bayreuth.
- Festliches Orchesterkonzert im Markgräflichen Opernhaus Bayreuth. Concerto Bayreuth 2003.\t
- Höhepunkte aus 40 Jahren Musica Bayreuth. Concerto Bayreuth 2003.
- Bach in der Kölner Philharmonie. Concerto Bayreuth 1991.
- Die Orgel der Stadtkirche Bayreuth. Concerto Bayreuth 1991.
- Deutsche Orgelmusik der Romantik. Concerto Bayreuth 1990.
- Symphonien und Konzerte. Concerto Bayreuth 1990.
- Die Orgel der Kölner Philharmonie. Concerto Bayreuth.
- Joseph Haydn konzertant. Concerto Bayreuth 1988.
- Historische Orgeln / 3. Franz Liszt. 1987.
- Markgräfin Wilhelmine von Bayreuth im Markgräflichen Opernhaus Bayreuth. Concerto Bayreuth 1987.
- Wilhelmine Friederike Sophie. Concerto Bayreuth 1987.\t
- Historische Orgeln / 2. Bach - Scarlatti - Händel. 1985.
- J. S. Bach konzertant. Concerto Bayreuth 1984.
- Drei Konzerte für Cembalo und Orchester. Concerto Bayreuth 1982.
- Mozart, Wolfgang Amadeus. Concerto Bayreuth 1982.
- Historische Orgeln / 1. Viktor Lukas an der historischen Hofmann-Orgel von 1848 in Neustadt bei Coburg. 1979.
- Viktor-Lukas-Consort im Markgräflichen Opernhaus Bayreuth. Concerto Bayreuth 1979.
- Richard Wagner: Das Liebesmahl der Apostel. Colosseum-Schallplatten, Nürnberg 1978

## Schriften
- Orgelmusikführer. Reclam, Stuttgart 1963, 7. Auflage 2002 (Übersetzungen ins Japanische und Koreanische).

## Ehrungen
- 1976: Verdienstkreuz am Bande des Verdienstordens der Bundesrepublik Deutschland
- 1984: Verdienstkreuz 1. Klasse des Verdienstordens der Bundesrepublik Deutschland
- 1997: Bayerischer Verdienstorden

## Schüler
- Odilo Klasen
- Heribert Klein
- Ulrich Leykam
- Helga Schauerte-Maubouet
- Bernd Scherers
- Jürgen Sonnentheil